# 855 Newcombia
855 Newcombia
855 Newcombia là một tiểu hành tinh ở vành đai chính. Nó được S. Beljavskij phát hiện ngày 3.4.1916 ở Simeiz (Krym, Ukraina), và được đặt theo tên Simon Newcomb, nhà thiên văn học người Mỹ.